# Le Tamanoir

Le Tamanoir est un équipement culturel voué à la musique, conventionné Lieu de Musiques Actuelles par la DRAC (Direction régionale des Affaires culturelles) d’Île-de-France. Il est situé au 27 avenue Lucette Mazalaigue dans le quartier du Luth à Gennevilliers (92230), à proximité du Métro Les Courtilles (ligne 13). Le Tamanoir dispose d'un statut associatif. Il est dirigé par Jean-Christophe Delcroix depuis 2014, et emploie 6 salariés permanents, ainsi que plusieurs intervenants artistiques et techniques.

## Histoire
Le Tamanoir a été créé en 1997 dans un quartier de Gennevilliers, le Luth, afin de désenclaver celui-ci et de permettre aux populations y vivant de disposer d’une offre culturelle et d’un lieu de vie commune. A l’origine il s'agissait d'un café-musiques. Il met en place peu à peu différentes actions culturelles, notamment en lien avec les acteurs locaux (écoles, maisons des jeunes et de la culture, mairie...), pour finalement se consacrer à développer une programmation musicale.
Sa gestion a été confiée depuis 1997 à l’association éponyme, dans le cadre d’une convention avec la Ville de Gennevilliers. L’ancrage territorial du projet va au-delà de la ville et s’étend sur le bassin de vie de la Boucle Nord des Hauts-de-Seine (260 000 habitants), regroupant les villes d’Argenteuil, d’Asnières-sur-Seine, de Bois-Colombes, de Clichy-la-Garenne, de Colombes, de Villeneuve-la-Garenne et de Gennevilliers. Le projet initial de Café Musique est aujourd’hui une scène conventionnée « Lieu de Musiques actuelles » qui reçoit le soutien de la Ville, du Département des Hauts-de-Seine, du Conseil Régional d’Île-de-France, de l’État (DRAC), ainsi que de partenaires professionnels, comme le CNV (Centre national de la chanson, des variétés et du jazz) et la Sacem. Le Tamanoir a aussi l’agrément Préfectoral Jeunesse et Éducation Populaire.
Il développe un projet culturel qui comporte un important volet artistique autour de la diffusion, de l’accompagnement des pratiques et du soutien à la création, mais répond aussi à une utilité sociale du fait de son implantation géographique au cœur du quartier du Luth, classé zone prioritaire de la politique de la ville. Il est membre du Réseau 92 (fédération (association loi 1901) des lieux de musiques actuelles du département des Hauts-de-Seine) depuis 1998, qui s'intègre dans le RIF (Confédération des réseaux départementaux de musiques actuelles / amplifiées en Île-de-France). Il est également adhérant à la Fédélima (Fédération des lieux de musiques actuelles), à Zone Franche (Réseau français consacré aux musiques du monde) et au SMA (Syndicat des employeurs du secteur des musiques actuelles).
Le Tamanoir est, ou a été, partenaire de plusieurs festivals, tels que, Villes des musiques du monde, Terres Hip Hop, Träce, Africolor, Chorus des Hauts-de-Seine, Paris Hip-hop ou Rumeurs Urbaines.
Placée au cœur d'un quartier populaire, l'évolution des objectifs du lieu a causé quelques tensions qui ont entraîné plusieurs fermetures. Le Parisien a publié le 22 février 2016, à la suite de plusieurs articles, un état des lieux de la structure . Elle a fêté en septembre 2017 ses 20 ans, réunissant près de 1500 participants, Le Parisien a publié un article à ce propos le 24 septembre 2017.

## Activité

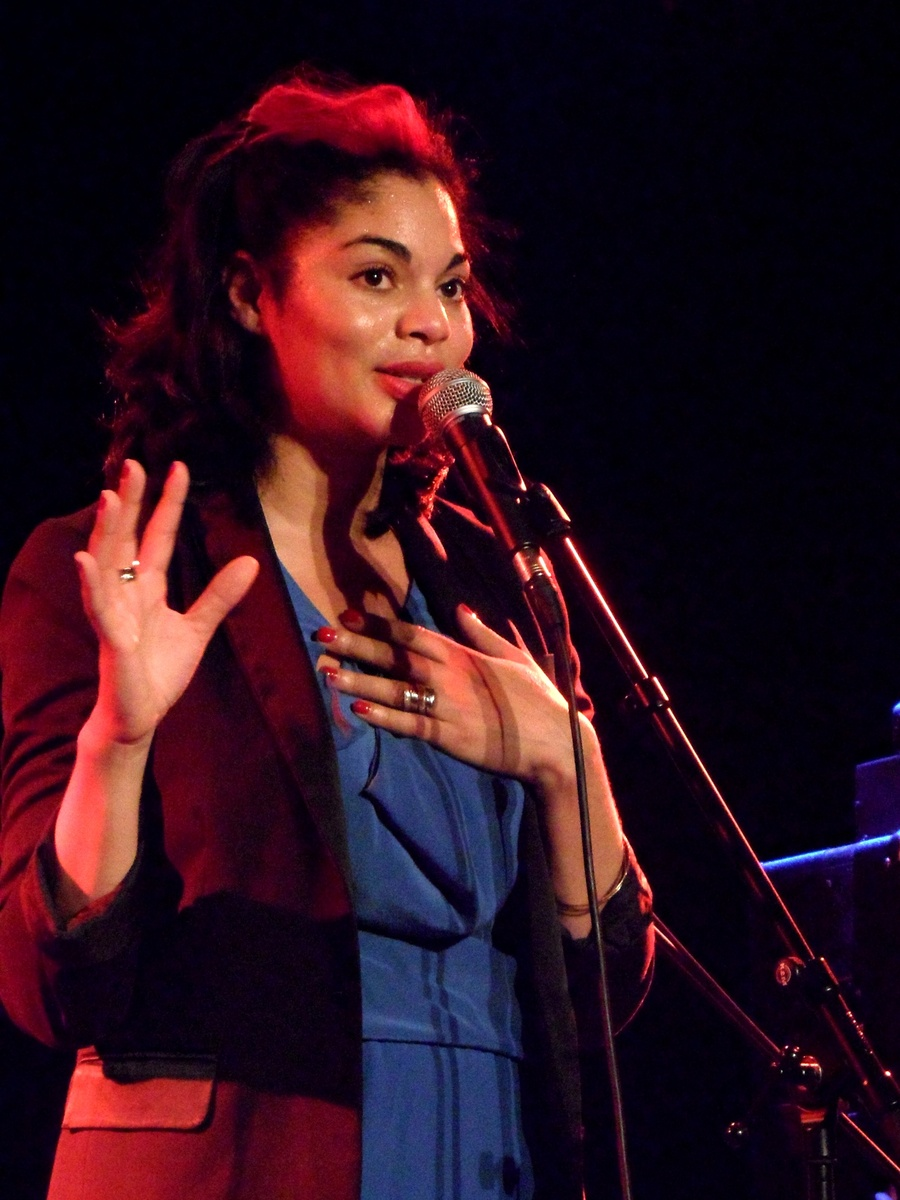
La chanteuse canadienne Ndidi O en concert au Tamanoir en décembre 2011.

Son activité principale est celle de promouvoir les musiques amplifiées et actuelles à travers leur diffusion, et ce, auprès d’un large public, ainsi que de favoriser les pratiques amateurs et professionnelles en leur proposant un accompagnement dans la conduite de leurs projets culturels et en dispensant des enseignements musicaux.
Le Tamanoir organise près d’une quarantaine de soirées par an (concerts, jam sessions, spectacles jeune public….) avec une programmation qui reflète la diversité des musiques du Monde actuel, du jazz au hip hop en passant par le reggae, l'électro, la pop et les musiques afro-américaines, latines ou africaines. Il a déjà reçu des artistes de renoms et internationaux : Femi Kuti, Bonga, Saul Williams, Orchestre national de Barbès, Inspectah Deck, Gnawa Diffusion, Danyèl Waro, Slum Village, Mouss et Hakim, Rachid Taha, Son Lux, Féfé, Flavia Coelho, Fred Wesley, Masta Ace, Akua Naru, Beat Assailant, Casey... Il accueille notamment des artistes en résidence tout au long de l'année, et propose de nombreuses actions culturelles.
Il a fait le sujet de plusieurs publications ou articles, par exemple, dans Le Parisien, Lylo Magazine , Soul Addict, Funk-U Magazine... Et dispose régulièrement de partenariats sur ses concerts avec des radios nationales (Radio Nova, FIP, Oui FM, Jazz Radio...).

## Le lieu
Il se compose d’une salle de concert pouvant accueillir jusqu’à 240 personnes avec un espace bar, deux studios de répétitions à disposition du public, ainsi qu’un studio d’enregistrement et d'un espace extérieur.